# Захоронение видеоигр Atari
Захороне́ние видеои́гр Atari — массовое захоронение нераспроданных игровых картриджей, приставок и домашних компьютеров на свалке близ города Аламогордо, штат Нью-Мексико, осуществлённое в 1983 году компанией Atari, американским разработчиком компьютерных игр и домашних компьютеров. До 2014 года ходили слухи о том, что, якобы, были захоронены картриджи с игрой E.T. the Extra-Terrestrial, считающейся одним из крупнейших финансовых провалов индустрии и часто называемой одной из худших компьютерных игр в истории, а также с игрой Pac-Man для приставки Atari 2600, которая хоть была коммерчески успешной, но получила крайне негативные оценки критиков.
Сразу после первых сообщений о захоронении в прессе были высказаны сомнения в их достоверности, а также в отношении масштабов захоронения, ввиду чего захоронение часто ошибочно считалось городской легендой. Тем не менее, захоронение стало значимым культурным феноменом и напоминанием о кризисе индустрии компьютерных игр 1983 года. Захоронение стало итогом катастрофически неудачного финансового года для Atari, в результате чего она была продана своей материнской компанией Warner Communications. Несмотря на предположения о захоронении миллионов картриджей с игрой E.T., позднее официальные лица Atari подтверждали захоронение приблизительно семисот тысяч картриджей с разными играми, в том числе с E.T.
В 2014 году Fuel Industries, Microsoft и другие компании вели переговоры с правительством штата Нью-Мексико о возможности проведения раскопок на свалке для определения содержания захоронения, чтобы использовать полученные данные для документального фильма Atari: Game Over. 26 апреля 2014 года в ходе раскопок были обнаружены захороненные игровые картриджи и элементы компьютерного оборудования. Лишь небольшая часть, около 1300 картриджей, была найдена в работоспособном состоянии. Часть картриджей была передана кураторам,[чего?] а оставшиеся были проданы на аукционе для возможности создания музея в память о захоронении.

## Предшествующие события

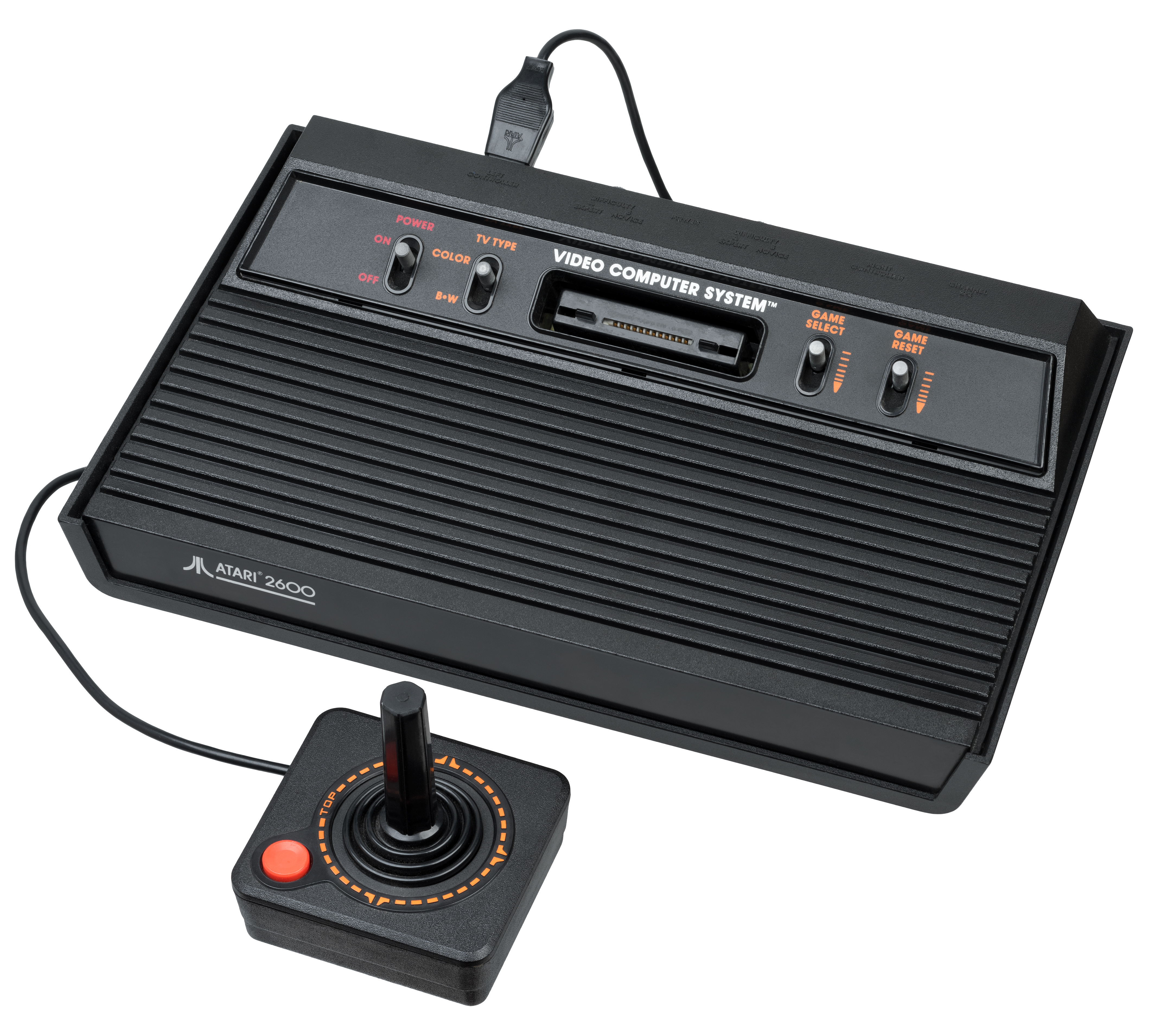
Приставки Atari 2600 и картриджи для нее, по сообщениям, были среди захороненных объектов.

### Финансовые затруднения
Компания Atari была куплена Warner Communications в 1976 году за 28 млн долларов США, однако к 1982 году ее стоимость оценивалась уже в 2 млрд долларов США. К этому моменту продукты Atari занимали 80 % рынка компьютерных игр, составляли половину дохода материнской компании и примерно 65-70 % её текущей выручки. В последнем квартале 1982 года имелись ожидания, что в следующем году рост в американском регионе составит 50 %. Однако 7 декабря 1982 года Atari сообщила, что её доходы выросли всего на 10-15 % вместо прогнозируемого. На следующий день стоимость акций Warner Communications упала на треть, а квартал закончился с падением прибыли Warner на 56 %. Кроме того, CEO Atari Рэй Кассар (англ. Ray Kassar) был обвинён в использовании инсайдерской информации вследствие того, что он продал около пяти тысяч акций Warner менее чем за полчаса до выпуска Atari отчёта о прибыли меньше ожидаемой. Впоследствии Кассар был оправдан, однако был вынужден уйти в отставку в июле следующего года. В 1983 году убытки Atari составили 536 млн долларов США, а в следующем году Warner Communications продала Atari по сниженной цене.

### Проблемные игры
Нацеленность Atari на перенос игр с аркадных автоматов на приставку Atari 2600 обусловила появление некоторых из наиболее успешных игр компании, в их числе порт собственной аркадной игры Asteroids, а также лицензированные версии игры Space Invaders от Taito и Pac-Man от Namco. В отношении последней игры Atari была настолько уверена, что ее официальная версия для приставки Atari 2600 будет продаваться в огромных количествах, что было произведено 12 млн картриджей с игрой, несмотря на то, что на тот момент было продано всего 10 миллионов самих приставок. Считалось, что игра будет настолько успешной, чтобы не только принести прибыль около 500 млн долларов США, но и чтобы подстегнуть продажи самой приставки в объеме нескольких миллионов, поскольку игроки требовали выпуска домашней версии игры. Однако вышедшая в марте 1982 года игра получила негативные оценки критиков за недостатки игрового процесса. Хоть в итоге игра и стала самой продаваемой игрой для Atari 2600, показав продажи в 7 млн картриджей, у Atari оставалось ещё 5 миллионов нераспроданных картриджей. Проблему осложняло высокое количество возвратов картриджей с требованием возврата средств.
Помимо проблем с неожиданно невысокими продажами игры Pac-Man у Atari возникли большие проблемы с игровой адаптацией фильма «Инопланетянин». Игра, названная E.T. the Extra-Terrestrial, была предусмотрена соглашением между Warner Communications и режиссёром фильма Стивеном Спилбергом и стала попыткой повторения успеха Raiders of the Lost Ark — другой основанной на фильме игры Atari. На тот момент решение издать игровую адаптацию фильма (а не портировать игру с аркадного автомата или продолжить успешную серию) было новаторским. Позже сообщалось, что Warner заплатила 20−25 млн долларов США за получение прав на адаптацию фильма, что на тот момент было весьма крупной суммой для индустрии компьютерных игр. Разработка игры была возложена на программиста Raiders Говарда Скотта Уоршоу (англ. Howard Scott Warshaw), который, ввиду задержек с лицензированием, имел в распоряжении всего пять недель на создание полностью готовой к производству игры, которую Atari решила продавать в предстоящий предрождественский период. Поспешная разработка привела к довольно безрадостному геймплею, и по выходе игра подверглась ожесточённым нападкам критиков; по прошествии лет игра считается одной из худших за всю историю. Atari изготовила 5 млн картриджей с игрой. Однако после выпуска игры в декабре 1982 года было продано только 1,5 млн из них, вследствие чего на складах у Atari осталось более половины изготовленных картриджей. Эрл Пейдж (англ. Earl Paige) из журнала Billboard сообщал, что большое количество нераспроданных картриджей с игрой E.T the Extra-Terrestrial, ввиду увеличения конкуренции, заставило розничных продавцов требовать от производителей компьютерных игр ввести официальные программы возвратов.
Провал этих игр дополнил способ ведения бизнеса, практиковавшийся Atari с 1981 года. Компания, будучи уверенной в больших объёмах продаж, потребовала от дистрибьюторов разместить заказы на 1982 год единовременно. Однако в 1982 году продажи компьютерных игр замедлились, и дистрибьюторам, массово заказавшим большие объемы игр в ожидании высокого оборота, не осталось ничего, кроме возврата Atari огромного объема нераспроданных игр со своих складов. В результате вскоре компания стала обладателем нескольких миллионов совершенно бесполезных игровых картриджей, которые не было какой-либо возможности распродать.

## Захоронение

Место захоронения расположено в южной части города Аламогордо, Нью-Мексико

В сентябре 1983 года в газете Alamogordo Daily News (Аламогордо, Нью-Мексико) была опубликована серия статей, в которых сообщалось, что на городскую свалку 10−20 грузовиками с полуприцепами были доставлены коробки, картриджи и игровые приставки со склада Atari в Эль-Пасо. Все они были раздроблены и захоронены на свалке. Atari выбрала именно эту свалку, поскольку на ней было запрещено собирать отходы, а мусор измельчался и захоранивался каждую ночь. В качестве официальной причины осуществления захоронения был назван переход с платформы Atari 2600 на Atari 5200, но позже одним из сотрудников Atari было заявлено, что официальная причина не является истинной. Представитель Atari Брюс Энтен (англ. Bruce Enten) заявил, что Atari отправила в мусор в основном сломанные и возвращённые продукты.
27 сентября 1983 года новостное агентство UPI сообщило, что, по словам очевидцев события, захороняемый материал включал в себя картриджи с играми E.T., Pac-Man, Ms. Pac-Man, игровые приставки и дорогостоящие персональные компьютеры. Агентство Knight Ridder позднее сообщило, что 28 сентября дети местных жителей, копаясь на свалке, нашли картриджи с такими играми, как E.T., Raiders of the Lost Ark, Defender и Bezerk.
28 сентября 1983 года статью о событии опубликовала The New York Times. Представитель Atari подтвердил информацию, полученную газетой, заявив, что оборудование, от которого избавляется компания, имеет источником завод в Эль-Пасо, который закрывается и переоборудуется под переработку вторичного сырья. В статье отмечается, что место захоронения охранялось от корреспондентов и людей, пытавшихся искать подтверждающие материалы. В статье Times не указывались конкретные наименования картриджей с играми, но последующие репортажи в целом связывали сюжет с захоронением с широко известным провалом игры E.T. Кроме того, заголовок статьи «Город — Atari: забирайте свой „инопланетный“ мусор» (англ. City to Atari: 'E.T.' trash go home) в одном из номеров Alamogordo News подразумевает, что некоторые из картриджей были с игрой E.T., однако в самой статье приводится шутливая интерпретация сокращения E.T. как extra-territorial (с англ. — «экстерриториальный»), не называя игру явным образом.
С 29 сентября 1983 года размельчённые отходы стали заливаться бетоном, что не является обычной практикой при захоронении отходов. По словам анонимного работника, была названа следующая официальная причина этого: «Здесь находится могильник животных. Мы не хотим, чтобы из-за этого какому-то ребенку, копающемуся на свалке, был нанесен ущерб». В конце концов, в городе начались протесты, связанные с большим количеством отходов, исходящих от Atari. Один из спикеров протеста заявил, что в области не хотят ее превращения в «свалку промышленного мусора для Эль-Пасо». Вскоре после этого местный управляющий приказал остановить захоронение. Ввиду непопулярности захоронения позднее в Аламогордо был принят закон «Об управлении чрезвычайными ситуациями» (англ. Emergency Management Act) и создана рабочая группа по чрезвычайным ситуациям (англ. Emergency Management Task Force) с целью снизить гибкость подрядчика по переработке отходов и ограничить захоронение мусора из внешних источников. Генри Пачелли (англ. Henry Pacelli), в то время мэр Аламогордо, прокомментировал это: «Мы не хотим видеть, как что-то похожее повторяется».

## Последствия

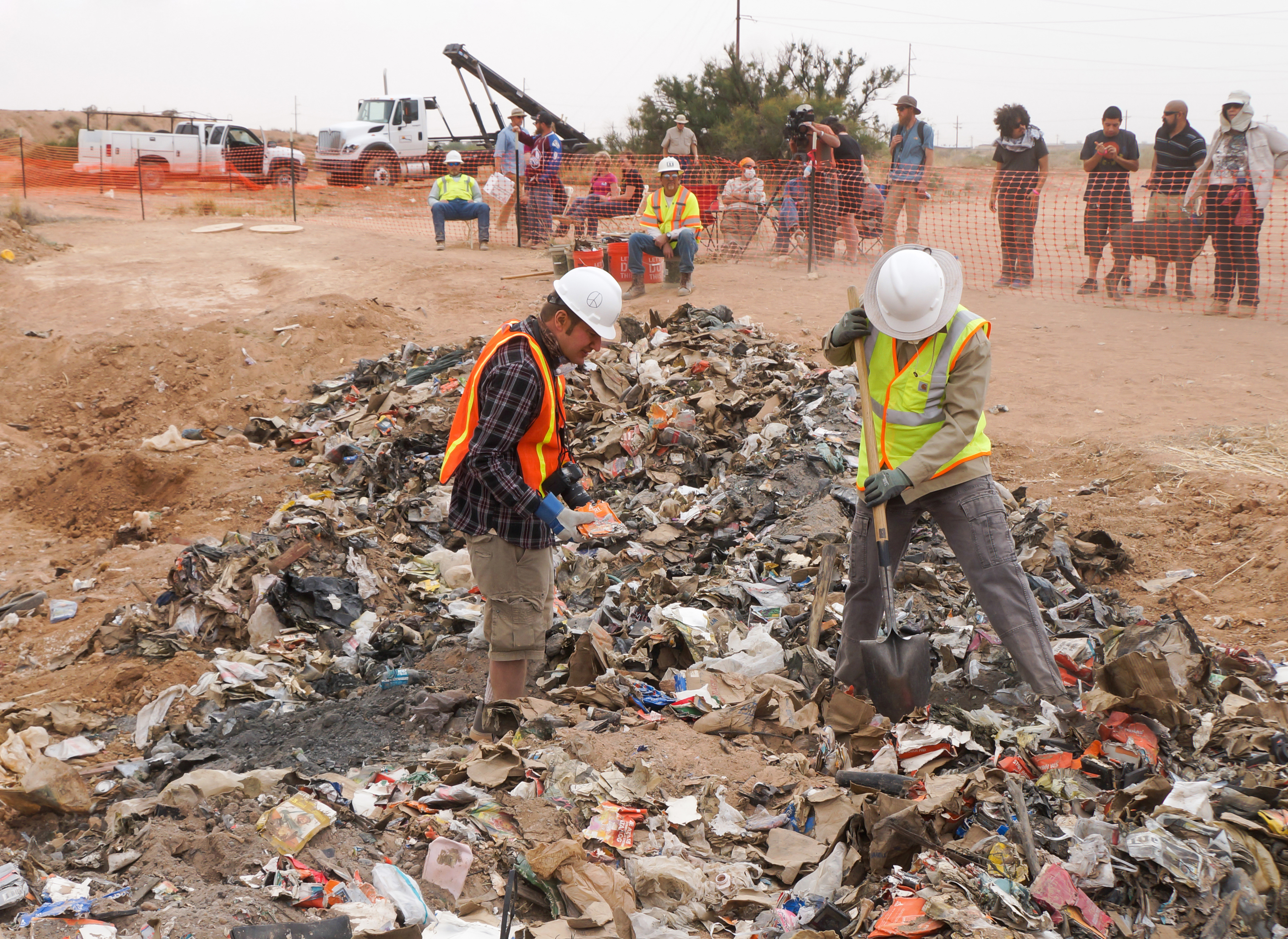
Раскопки захоронений. На фото различимы коробки от разных игр.

Результатом данных событий стало широкое распространение слуха о том, что большая часть из 3,5 миллионов непроданных копий E.T. the Extra-Terrestrial закончила своё существование на этой свалке, измельчённая и залитая бетоном. Также сообщалось, что среди захороненных предметов были прототипы системы управления Atari Mindlink, что лишь подогрело дальнейшие домыслы. Джон Уиллз в журнале Pacific Historical Review описывает захоронение как городскую легенду, называя его «широко признанным, но слабо подтверждённым» (англ. widely acknowledged but rarely substantiated). Уиллз считает, что близость захоронения к месту испытания «Тринити» и Розуэлльского инцидента способствовала популярности связанных с ним слухов.
Противоречивость информации о захоронении привела к тому, что оценки его как «могилы E.T.» обычно считаются городской легендой, что привело к тому, что и сама история захоронения в целом, и значимость данного события для последующего краха индустрии также ставятся под сомнение. В октябре 2004 года Говард Скотт Уоршоу, создатель игры E.T. the Extra-Terrestrial, выразил сомнения по поводу того, что уничтожение миллионов копий игры действительно имело место. Уоршоу также считает, что крах Atari произошел скорее как результат их неудачных практик ведения делового оборота — в частности, навязывания плохо продающихся игр дистрибьюторам «в нагрузку» к хорошо продающимся — а не плохого качества отдельных игр. Позже эту точку зрения поддержал Трэвис Фас (англ. Travis Fahs), обозреватель IGN, который счёл, что проблемы Atari, в том числе большое количество непроданных продуктов, возникли из-за того, что компанией был переоценён объём продаж Atari 2600, а не из-за качества отдельных игр.
Событие стало своего рода культурным символом кризиса индустрии компьютерных игр 1983 года, и часто упоминается как пример того, что происходит, когда используются негодные практики ведения делового оборота, несмотря на предположения о том, что захоронение позволило компании списать захороненное имущество и получить освобождение от уплаты налогов.

### В массовом искусстве

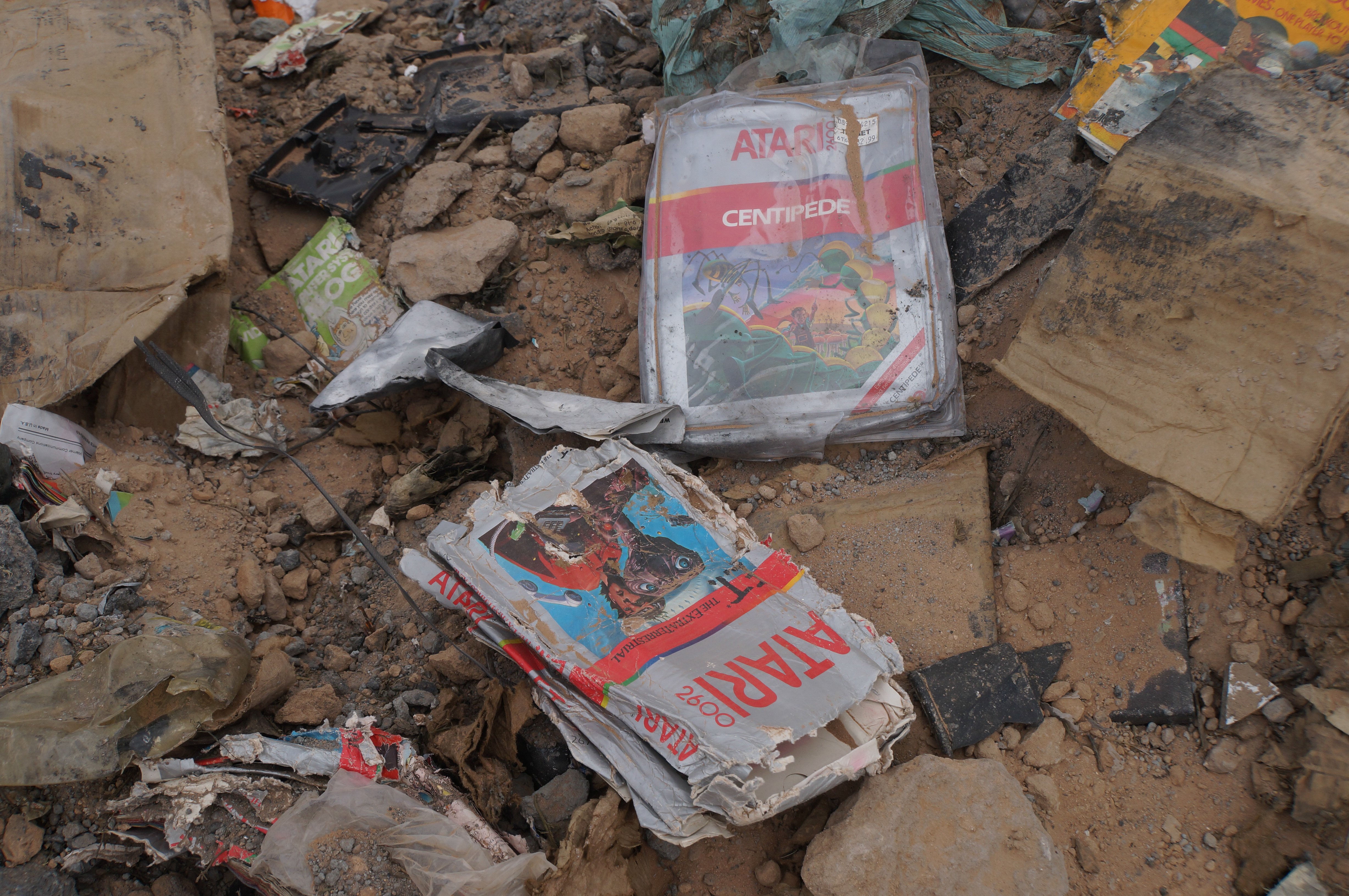
Частично сохранившиеся упаковки картриджей с играми E.T. the Extra-Terrestrial и Centipede.

Событие оставило свой след и в массовом искусстве. В клипе на песню When I Wake Up музыкальной группы Wintergreen изображается, как группа едет к свалке и проводит раскопки заброшенных картриджей. У режиссера клипа, Кейт Шофилд (англ. Keith Schofield) до этого уже был опыт работы над клипами, основанными на тематике компьютерных игр. В романе Lucky Wander Boy от Д. Б. Уайсса имеется сцена, происходящая вне города Аламогордо. В ней двое обсуждают парковку, построенную на месте захоронения. В вышедшем в 2014 году фильме Angry Video Game Nerd: The Movie сюжет построен вокруг захоронения. Эпизод The Games Underfoot процессуальной драмы «Элементарно» построен вокруг захоронения компьютерной игры вымышленной версии Atari (в фильме — «Emeryvision»).

## Раскопки
28 мая 2013 года Городская Комиссия Аламогордо выдала канадской компании Fuel Industries разрешение на доступ к свалке в течение 6 месяцев с целью съёмки документального фильма Atari: Game Over о захоронении и осуществления раскопок. 19 декабря 2013 года Xbox Entertainment Studios было объявлено, что этот документальный фильм будет показан эксклюзивно на приставках Xbox One и Xbox 360 в 2014 году как эпизод документального сериала, создаваемого компанией Lightbox. Раскопки были сразу же приостановлены ввиду жалобы от Бюро твердых отходов Управления по охране окружающей среды Нью-Мексико, где указывалось на возможные риски. Все вопросы были урегулированы к началу апреля 2014 года, что сделало возможным проведение соответствующих работ.
Раскопки были начаты 26 апреля 2014 года и были открытыми для публики. При начале раскопок присутствовали гейм-дизайнер игры E. T. the Extra-Terrestrial Говард Скотт Уоршоу (англ. Howard Scott Warshaw) и режиссёр Зак Пенн, которые приняли участие в съёмках документального фильма, а также местные жители, среди которых Армандо Ортега (англ. Armando Ortega) — официальный представитель города, который, по сообщениям, был одним из первых детей, побывавших на свалке во время событий 1983 года. Он рассказал, что, хоть он и его друзья нашли тогда много хороших игр, они избавились от картриждей с E.T., потому что «игра — отстой, ее невозможно закончить». На раскопках также присутствовал бывший менеджер Atari Джеймс Хеллер (англ. James Heller), который отвечал за производство захоронения. Он сообщил, что изначально планировалось забетонировать место захоронения. Он также сообщил, что, в отличие от версий из городских легенд, захоронены были не «миллионы», а всего лишь 728 000 картриджей.
Всего из захоронения было извлечено 1178 картриджей из предполагаемого количества около 700 000, поскольку остальной материал располагался глубже, нежели ожидалось, что, по словам мэра Аламогордо Сьюзи Галэа (англ. Susie Galea), сделало их труднодоступными. В ходе раскопок были найдены картриджи с игрой E.T. the Extra-Terrestrial и другими играми Atari. После завершения раскопок захоронение было восстановлено. Джозеф Левандовски (англ. Joseph Lewandowski), работавший над проведением раскопок со стороны города, сказал, что это было однократное событие по извлечению материалов из объекта, и он не ожидает, чтобы город согласился на подобное мероприятие в будущем.
Документальный фильм Atari: Game Over, в котором рассказывается о месте съемок и о раскопках, был выпущен 20 ноября 2014 года.

### Кураторство и аукцион
Часть извлеченных материалов была передана в Музей космической истории Нью-Мексико для экспозиции, еще 100 — производителям документального фильма Lightbox и Fuel Entertainment. Галэа полагала, что остальные картриджи могут быть проданы городом Аламогордо через Музей космической истории. Она возлагала надежды на то, что продажа этих игр позволит в будущем создать восприятие места захоронения как туристического объекта. Город Аламогордо провел аукцион по продаже этих игр в сентябре 2014 года через площадку eBay и официальный сайт городского Совета. К сентябрю 2015 года от продажи 880 извлеченных картриджей был получен доход в 107 000 долларов США, причем одна копия игры E.T. продавалась дороже 1500 долларов. Ввиду большой исторической ценности этих картриджей к продаже оставшихся 300 шт. было решено вернуться позже.
Один из картриджей с игрой E.T., извлеченных в ходе раскопок, был получен Смитсоновским институтом. Картридж был назван не только представляющим место захоронения, но и, в терминах компьютерных игр, «постоянный вызов создания из хорошего фильма игровой адаптации, падение Atari, завершение эры производства компьютерных игр и жизненного цикла игрового картриджа».